# Magripa autumnalis
Magripa autumnalis är en tvåvingeart som beskrevs av Richter 1988. Magripa autumnalis ingår i släktet Magripa och familjen parasitflugor.
Artens utbredningsområde är Tadzjikistan. Inga underarter finns listade i Catalogue of Life.